# Katja
Katja est un diminutif du prénom russe Ekaterina, équivalent en russe du prénom Catherine.

## Personnalités portant ce prénom
- Katja Bienert (1966 - ), une actrice allemande
- Katja Demut (1983 - ), une athlète allemande spécialiste du triple saut
- Katja Ebbinghaus (1948 - ), une joueuse de tennis allemande (ex- RFA )
- Katja Ebstein (1945 - ), une est une chanteuse allemand
- Katja Flint (1959 - ),  une actrice allemande
- Katja Holanti (1974 - ), une ancienne biathlète finlandaise
- Katja Jontes (1986 - ), une joueuse slovène de volley-ball
- Katja Kassin (1979 - ), une actrice pornographique allemande
- Katja Kean (1968 - ), une actrice pornographique danoise
- Katja Kilpi (1974  - ), une athlète finlandaise spécialiste du saut en hauteur
- Katja Kipping (1978 - ), une femme politique allemande
- Katja Koren, (1975 - ),  une skieuse alpine slovène
- Katja Lange-Müller (1951 - ), une écrivain allemande
- Katja Medved (1986 - ), une joueuse slovène de volley-ball
- Katja Nyberg (1979 - ), une joueuse norvégienne de handball, championne olympique en 2008
- Katja Poensgen (1976 - ), une pilote de Grand Prix moto catégorie 250 cm³
- Katja Požun (1993 - ) est une sauteuse à ski slovène
- Katja Schuurman (1975 - ) une actrice, chanteuse et présentatrice néerlandaise
- Katja Seizinger (1972 - ), une skieuse alpine allemande triple championne olympique
- Katja Suding (1975 - ), une femme d'affaires et femme politique allemande
- Katja von Garnier (1966 - ), une réalisatrice allemande
- Katja Wächter (1982 - ),  une escrimeuse allemande
- Katja Woywood (1971 - ), une actrice allemande

## Autres
- Katja, un cultivar de pomme.